# Manatee County
Das Manatee County ist ein County im Bundesstaat Florida der Vereinigten Staaten. Der Verwaltungssitz (County Seat) ist Bradenton.

## Geographie
Das County hat eine Fläche von 2.312 Quadratkilometern, wovon 393 Quadratkilometer Wasserfläche sind. Es grenzt im Uhrzeigersinn an folgende Countys: Pinellas County, Hillsborough County, Hardee County, DeSoto County und Sarasota County. Zusammen mit dem Sarasota County bildet das County die Metropolregion Sarasota.

## Geschichte
Das Manatee County wurde am 9. Januar 1855 aus Teilen des Jefferson County gebildet. Der Name stammt von den dort vorkommenden Seekühen, den Manatis (engl. manatee).

## Demografische Daten
Nach der Volkszählung im Jahr 2010 lebten im Manatee County 322.833 Menschen in 172.901 Haushalten. Die Bevölkerungsdichte betrug 168,2 Einwohner pro Quadratkilometer. Ethnisch betrachtet setzte sich die Bevölkerung zusammen aus 81,9 % Weißen, 8,7 % Afroamerikanern, 0,3 % Indianern und 1,6 % Asian Americans. 5,4 % waren Angehörige anderer Ethnien und 2,0 % verschiedener Ethnien. 14,9 % der Bevölkerung bestand aus Hispanics oder Latinos.
Im Jahr 2010 lebten in 25,7 % aller Haushalte Kinder unter 18 Jahren sowie 38,6 % aller Haushalte Personen mit mindestens 65 Jahren. 64,9 % der Haushalte waren Familienhaushalte (bestehend aus verheirateten Paaren mit oder ohne Nachkommen bzw. einem Elternteil mit Nachkomme). Die durchschnittliche Größe eines Haushalts lag bei 2,34 Personen und die durchschnittliche Familiengröße bei 2,85 Personen.
22,6 % der Bevölkerung waren jünger als 20 Jahre, 20,6 % waren 20 bis 39 Jahre alt, 26,3 % waren 40 bis 59 Jahre alt und 36,5 % waren mindestens 60 Jahre alt. Das mittlere Alter betrug 46 Jahre. 48,4 % der Bevölkerung waren männlich und 51,6 % weiblich.
Das jährliche Durchschnittseinkommen eines Haushalts betrug 47.910 USD, dabei lebten 14,5 % der Bevölkerung unter der Armutsgrenze.
Im Jahr 2010 war englisch die Muttersprache von 83,94 % der Bevölkerung, spanisch sprachen 11,03 % und 5,03 % hatten eine andere Muttersprache.

## Kultur und Sehenswürdigkeiten

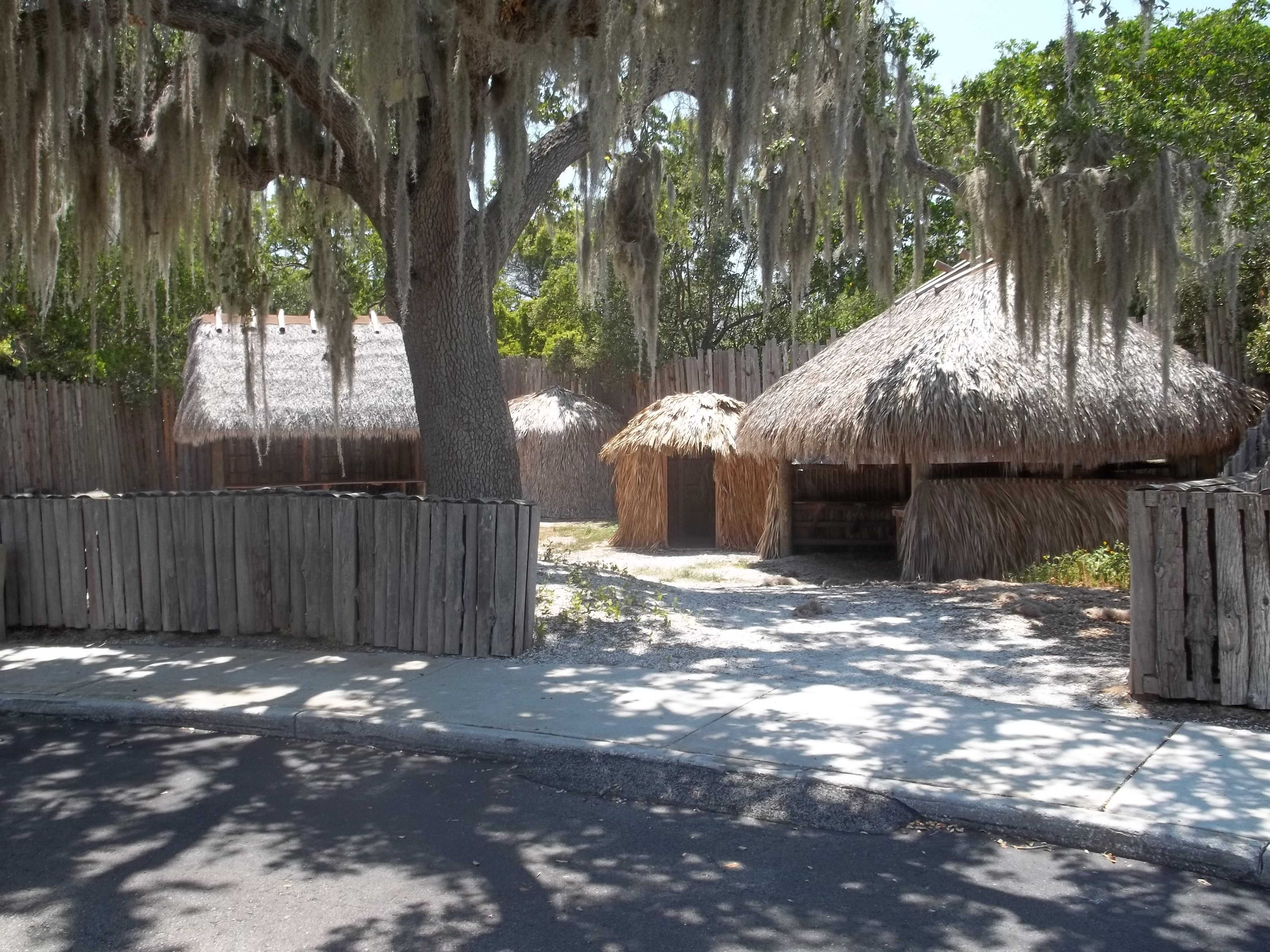
Camp Uzita im De Soto National Memorial (2011). Dieses 1948 geschaffene National Memorial westlich von Bradenton erinnert an die Landung von Hernando de Soto in Florida im Jahr 1539. Die Stätte wurde im Oktober 1966 als erstes Objekt des County in das NRHP eingetragen.

33 Bauwerke, Stätten und „historische Bezirke“ (Historic Districts) im Manatee County sind im National Register of Historic Places („Nationales Verzeichnis historischer Orte“; NRHP) eingetragen (Stand 4. Februar 2023), darunter das aktuelle und das ehemalige Gerichts- und Verwaltungsgebäude des County und das De Soto National Memorial

## Verkehr
Der Busverkehr im County ist seit November 2022 kostenlos nutzbar.

## Weiterführende Bildungseinrichtungen
- University of South Florida

## Orte im Manatee County
Orte im Manatee County mit Einwohnerzahlen der Volkszählung von 2010:
Cities:
- Anna Maria – 1.503 Einwohner
- Bradenton (County Seat) – 49.546 Einwohner
- Bradenton Beach – 1.171 Einwohner
- Holmes Beach – 3.836 Einwohner
- Palmetto – 12.606 Einwohner

Town:
- Longboat Key – 6.888 Einwohner

Census-designated places:
- Bayshore Gardens – 16.323 Einwohner
- Cortez – 4.241 Einwohner
- Ellenton – 4.275 Einwohner
- Memphis – 7.848 Einwohner
- Samoset – 3.854 Einwohner
- South Bradenton – 22.178 Einwohner
- West Bradenton – 4.192 Einwohner
- West Samoset – 5.583 Einwohner
- Whitfield – 2.882 Einwohner